# Чубинский, Олег Александрович
Олег Александрович Чубинский (род. 13 июня 1972 года) — советский и российский игрок в хоккей с мячом, тренер, заслуженный мастер спорта России (1999), четырёхкратный чемпион мира.

## Карьера

### Клубная
Заниматься хоккеем с мячом начал в 1981 году в школе новосибирского «Сибсельмаша». Тренировался у братьев Войтовичей — Владимира (первый тренер) и Михаила.
Свой первый сезон игровой карьеры провёл в составе новосибирской «Кометы» — участника второй лиги чемпионата СССР.
В 1991 году получил приглашение в команду мастеров «Сибсельмаша», несколько сезонов играл на позиции бортового полузащитника, в последние годы выступлений за «Сибсельмаш» действовал на позиции последнего защитника, был капитаном команды.
В 1998 году перешёл в нижегородский «Старт», в составе которого провёл пять сезонов игровой карьеры, капитан команды в 2001—2003 годах.
Завершил игровую карьеру в красногорском «Зорком», за который выступал в 2003—2010 годах, капитан команды в 2004—2010 годах.

### Сборная России
В сборной России с 1997 по 2008 год, в составе команды становится четырёхкратным чемпионом мира, серебряным и бронзовым призёром чемпионатов, проведя на турнирах 35 матчей и забив 3 мяча.

### Тренерская деятельность
После окончания карьеры игрока работал в тренерском штабе «Зоркого».
С мая 2014 года по октябрь 2019 года — главный тренер «Сибсельмаша».
В июле 2020 года вновь возглавил «Сибсельмаш» и руководил командой до конца сезона 2020/21.

## Достижения
«Сибсельмаш»
 Чемпион России: 1994/95 

 Серебряный призёр чемпионата России (3): 1993/94, 1995/96, 1996/97 

 Финалист Кубка России (2): 1993/94, 1995/96 

 Финалист Кубка европейских чемпионов: 1995

«Старт»
 Серебряный призёр чемпионата России: 2001/02 

 Бронзовый призёр чемпионата России: 1999/2000 

«Зоркий»
 Серебряный призёр чемпионата России (3): 2006/07, 2007/08, 2009/10 

 Бронзовый призёр чемпионата России: 2003/04 

 Финалист Кубка России (2): 2006, 2007 

 Финалист Кубка мира (2): 2006, 2009

 Финалист Кубка чемпионов Эдсбюна (3): 2006, 2007, 2009

Сборная России
 Чемпион мира (4): 1999, 2001, 2006, 2008

 Серебряный призёр чемпионата мира: 2003

 Бронзовый призёр чемпионата мира: 2004

 Победитель Международного турнира на призы Правительства России (3): 1998, 2000, 2002

Мини-хоккей и ринкбол
 Серебряный призёр чемпионата России по мини-хоккею (2): 1994, 1997

 Серебряный призёр чемпионата мира по ринкболу: 1998 (в составе сборной Сибири)
Личные
- В списке 22-х лучших игроков сезона (16): 1993, 1994, 1996, 1998—2010
- Лучший полузащитник сезона: 2000
- Лучший защитник сезона: 2005
- Лучший защитник Кубка губернатора Московской области: 2003
- Символическая сборная Кубка мира: 2007
- Лучший игрок «Старта»: 2000, 2003

## Награды
- Медаль ордена «За заслуги перед Отечеством» II степени (21 мая 1999)[9].

## Статистика выступлений

### Клубная
| Сезон     | Клуб                               | Чемпионат | Чемпионат | Чемпионат | Чемпионат | Чемпионат  | Кубок | Кубок | Кубок | Кубок | Кубок |
| Сезон     | Клуб                               | И         | М         | П         | О         | Ш          | И     | М     | П     | О     | Ш     |
| --------- | ---------------------------------- | --------- | --------- | --------- | --------- | ---------- | ----- | ----- | ----- | ----- | ----- |
| 1991/1992 | Сибсельмаш (Новосибирск)           | 30        | 5         |           | 5         | 190        | ?     | 0     |       | 0     | ?     |
| 1992/1993 | Сибсельмаш (Новосибирск)           | 25        | 1         |           | 1         | 95         | 12    | 3     |       | 3     | 70    |
| 1993/1994 | Сибсельмаш-Металлург (Новосибирск) | 28        | 8         |           | 8         | 105        | 11    | 0     |       | 0     | 45    |
| 1994/1995 | Сибсельмаш-Металлург (Новосибирск) | 26        | 3         |           | 3         | 80         | 8     | 0     |       | 0     | ?     |
| 1995/1996 | Сибсельмаш-Металлург (Новосибирск) | 29        | 1         |           | 1         | 100        | 10    | 1     |       | 1     | ?     |
| 1996/1997 | Сибсельмаш-Металлург (Новосибирск) | 29        | 1         |           | 1         | 140        | ?     | 0     |       | 0     | ?     |
| 1997/1998 | Сибсельмаш-Металлург (Новосибирск) | 26        | 0         |           | 0         | 95         | ?     | 1     |       | 1     | ?     |
| 1998/1999 | Старт (Нижний Новгород)            | 24        | 1         |           | 1         | 135        | 12    | 0     |       | 0     | 50    |
| 1999/2000 | Старт (Нижний Новгород)            | 29(1)     | 0(0)      | 1(0)      | 1(0)      | 60(0)+К    | 9     | 0     | 0     | 0     | 45    |
| 2000/2001 | Старт (Нижний Новгород)            | 28        | 0         | 2         | 2         | 160        | ?     | 0     | 0     | 0     | ?     |
| 2001/2002 | Старт (Нижний Новгород)            | 26        | 2         | 1         | 3         | 100        | ?     | 1     | 0     | 1     | ?     |
| 2002/2003 | Старт (Нижний Новгород)            | 25        | 0         | 2         | 2         | 170+К      | ?     | 0     | 1     | 1     | ?     |
| 2003/2004 | Зоркий (Красногорск)               | 28        | 1         | 0         | 1         | 90         | 11    | 0     | 0     | 0     | 20    |
| 2004/2005 | Зоркий (Красногорск)               | 26        | 0         | 1         | 1         | 110        | 8     | 0     | 0     | 0     | 30    |
| 2005/2006 | Зоркий (Красногорск)               | 26(1)     | 0(0)      | 0(0)      | 0(0)      | 70(0)      | 8     | 0     | 0     | 0     | 45    |
| 2006/2007 | Зоркий (Красногорск)               | 31        | 0         | 1         | 1         | 180        | 16    | 0     | 2     | 2     | 50+К  |
| 2007/2008 | Зоркий (Красногорск)               | 29        | 0         | 1         | 1         | 120        | 14    | 0     | 1     | 1     | 60    |
| 2008/2009 | Зоркий (Красногорск)               | 28        | 1         | 0         | 1         | 120        | 7     | 0     | 0     | 0     | 15    |
| 2009/2010 | Зоркий (Красногорск)               | 35        | 0         | 0         | 0         | 95         | 10    | 0     | 0     | 0     | 40    |
| Всего     | 19 чемпионатов                     | 528(2)    | 24(0)     | 9(0)      | 33(0)     | 2215(0)+2К | 181   | 6     | 4     | 10    | 670+К |

Примечание: Статистика голевых передач ведется с сезона 1999/2000
В чемпионатах СНГ/России забивал мячи в ворота 13 команд
```
 1.Саяны               = 4 мяча  8-13.Вымпел         = 1
 2-3.Зоркий            = 3       8-13.СКА-Свердловск = 1
 2-3.СКА-Нефтяник      = 3       8-13.Енисей         = 1
 4-7.Шахтёр            = 2       8-13.Байкал-Энергия = 1
 4-7.Восток            = 2       8-13.Водник         = 1
 4-7.Север             = 2       8-13.Агрохим        = 1
 4-7.Старт             = 2
```

В чемпионатах СНГ/России количество мячей в играх
по 1 мячу забивал в 14 играх 

по 2 мяча забивал в 5 играх 

Свои 24 мяча забросил в 19 играх, в 509 играх мячей не забивал.

### В международных клубных турнирах
| Турнир | Сезонов | Игры | Мячи |
| ------ | ------- | ---- | ---- |
| КМ     | 9       | 41   | 0    |
| КЧ     | 5       | 19   | 0    |

Участие в Кубке мира: 1995, 1996, 2002, 2004—2009.
Участие в Кубке чемпионов: 2005—2009.

### Комментарии
1. ↑  Количество игр и голов за клуб(ы) в высшем дивизионе чемпионатов СССР/СНГ/России
2. ↑  Результативные передачи
3. ↑  В скобках результат игрока в матче «Старт» – «Водник», прошедшем на стадионе «Старта», который при счёте 4:5 в пользу «Водника» был прерван на 89-й минуте из-за беспорядков на стадионе. Результат матча был аннулирован, команде «Старт» засчитано техническое поражение
4. ↑  В скобках указаны очки, набранные в аннулированном матче с кемеровским «Кузбассом». Во втором полуфинальном матче чемпионата страны 11 марта в Кемерово гости покинули поле примерно за 20 минут до финального свистка из-за «неадекватного» судейства. В этот момент счёт на табло был 7:1 в пользу «Кузбасса» (первую встречу выиграл «Зоркий» — 4:1). Тренер «Кузбасса» Сергей Мяус заявил, что, по его мнению, у соперников просто сдали нервы. Команде «Зоркий» засчитано техническое поражение (5:0). По сумме двух полуфинальных игр победа присуждена команде «Кузбасс»